# 爱因斯坦的宗教观

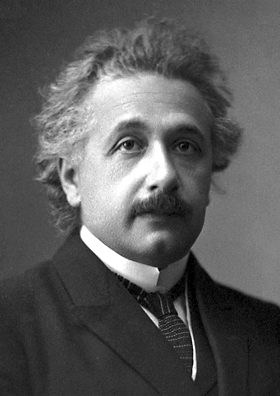
1921年，爱因斯坦荣获诺贝尔物理学奖之后的官方肖像

爱因斯坦的宗教观是许多学者详细研究的内容，他们借此获得有关宗教与科学关系的看法。

## 神定论
因为爱因斯坦是当代最有代表性的科学家，“科学决定论”的问题引起了对爱因斯坦在“神定论”上的观点，以及他是否相信上帝的问题的关注。
在1929年，在回答美国猶太領袖拉比赫伯特·高德斯坦时，他说道：“我相信斯宾诺莎的神，一个通过存在事物的和谐有序体现自己的神，而不是一个关心人类命运和行为的神。”:17

## 不可知论
在科学和宗教之间，爱因斯坦的观点并非传统的宗教信仰者，他曾表述过“上帝不掷骰子”的观点，并且说过，“没有宗教的科学是跛子，没有科学的宗教是瞎子”:vi:94，正如同在他的自传中所述，他12岁就失去了他的宗教信仰，并认为那都是谎言，但是他从没有失去宗教信仰般的情感，对于宇宙中存在显著的秩序的神秘性有着本能的兴趣，他曾经说过，“宇宙最令人难以理解的就是它的可理解性”，为了区分人格化的上帝和一种宇宙力量的存在，爱因斯坦把自己描述为一个“不可知论者”，而不是一个“无神论者”，談到關於上帝的論题，他認為，“這问题對於我们有限的思維而言，實在太过深奥了”。
1950在写给Berkowitz的信中，爱因斯坦说：“关于上帝，我持有的是一種不可知论者的立场。我深信，一个以使生命得以改善并使之崇高的道德准则为根本的生活良知并不需要‘立约者’（注：指通常宗教意义上的上帝）。”:340

## 不信人格化的上帝
爱因斯坦也说：“我已经多次说过，在我看来，（存在）人格化的上帝的想法是幼稚的。你可以把我称为不可知论者。有些人因为年轻时为挣脱宗教束缚而经历磨难，并因此成为强烈的反宗教的无神论者，但我不同于这种人。由于我们对自然以及人类本身知之甚少，我个人更喜欢持谦逊的态度。”在与Hubertus王子的交谈中，爱因斯坦说：“以我有限的智力，亦能知晓宇宙是如此的和谐，谁还能说没有上帝？但真正让我生气的是，有些人引用我这话来‘证明’我相信（他们的）上帝。”
媒体多次将爱因斯坦描绘成一个虔诚信教的人，这激起他发表了如下声明：:43
|  | 你所讀到的關於我的宗教观的信息当然是個谎言，一个系统地重复着的谎言。我不相信人格化的上帝，我从未否认这一点，而且都表达得很清楚。如果在我的内心有什么能被称之为宗教的，那就是，對於我们的科学所能够揭示的世界结构，對於這世界結構的無垠的敬仰。 |

在1949年出版的《我之世界观》一书中，爱因斯坦写道：“我们认识到有某种为我们所不能洞察的东西存在，感觉到那种只能以其最原始的形式接近我们的心灵的最深奥的理性和最灿烂的美──正是这种认识和这种情感构成了真正的宗教感情；在这个意义上，而且也只是在这个意义上，我才是一个具有深挚的宗教感情的人。”":5

## 參閱
- 爱因斯坦科学出版物列表
- 爱因斯坦论文项目
- 论动体的电动力学
- 玻尔－爱因斯坦论战
- 愛因斯坦—齊拉德信
- 愛因斯坦的獎章與榮譽
- 愛因斯坦的政治觀